# Cyclocorus nuchalis
Cyclocorus nuchalis là một loài rắn trong họ Rắn nước. Loài này được Taylor mô tả khoa học đầu tiên năm 1923.

## Phân loài
- Cyclocorus nuchalis nuchalis Taylor, 1923
- Cyclocorus nuchalis taylori Leviton, 1967

## Phân bố
Philippines (Basilan, Mindanao).